# Psectra oriomoense
Psectra oriomoense is een insect uit de familie van de bruine gaasvliegen (Hemerobiidae), die tot de orde netvleugeligen (Neuroptera) behoort. 
Psectra oriomoense is voor het eerst wetenschappelijk beschreven door New in 1989.